# Mlinica Patrlj u Kamenmostu
Mlinica Patrlj u selu Kamenmostu (Kamenu Mostu), općina Podbablje, zaštićeno kulturno dobro.

## Opis dobra
Datacija: 1901. do 1912. godine. Mlinica Patrlj nalazi se na lijevoj obali rijeke Vrljike na Kamenmostu. Građevina pravokutnog tlocrta, dvostrešnog krova pokrivenog crijepom, građena od nepravilno tesanog kamena. Ova mlinica spada u tip građevine s vanjskim horizontalnim kolom „na tumbaz“. Nešto je većih dimenzija od tipičnih mlinica na području Imotske krajine. Unutrašnje postrojenje mlinice je očuvano.

## Zaštita
Pod oznakom Z-5963 zaveden je kao nepokretno kulturno dobro - pojedinačno, pravna statusa zaštićena kulturnog dobra, klasificirano kao "javne građevine".